# Anti-diefstalbout
Een anti-diefstalbout is een bout die zodanig is ontworpen dat hij niet met standaard gereedschap los gedraaid kan worden. Dergelijke bouten kunnen alleen met speciaal gereedschap worden vast- en losgedraaid, zoals op de afbeeldingen hieronder.

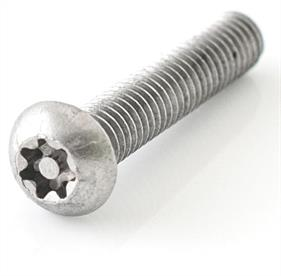
Torx TR
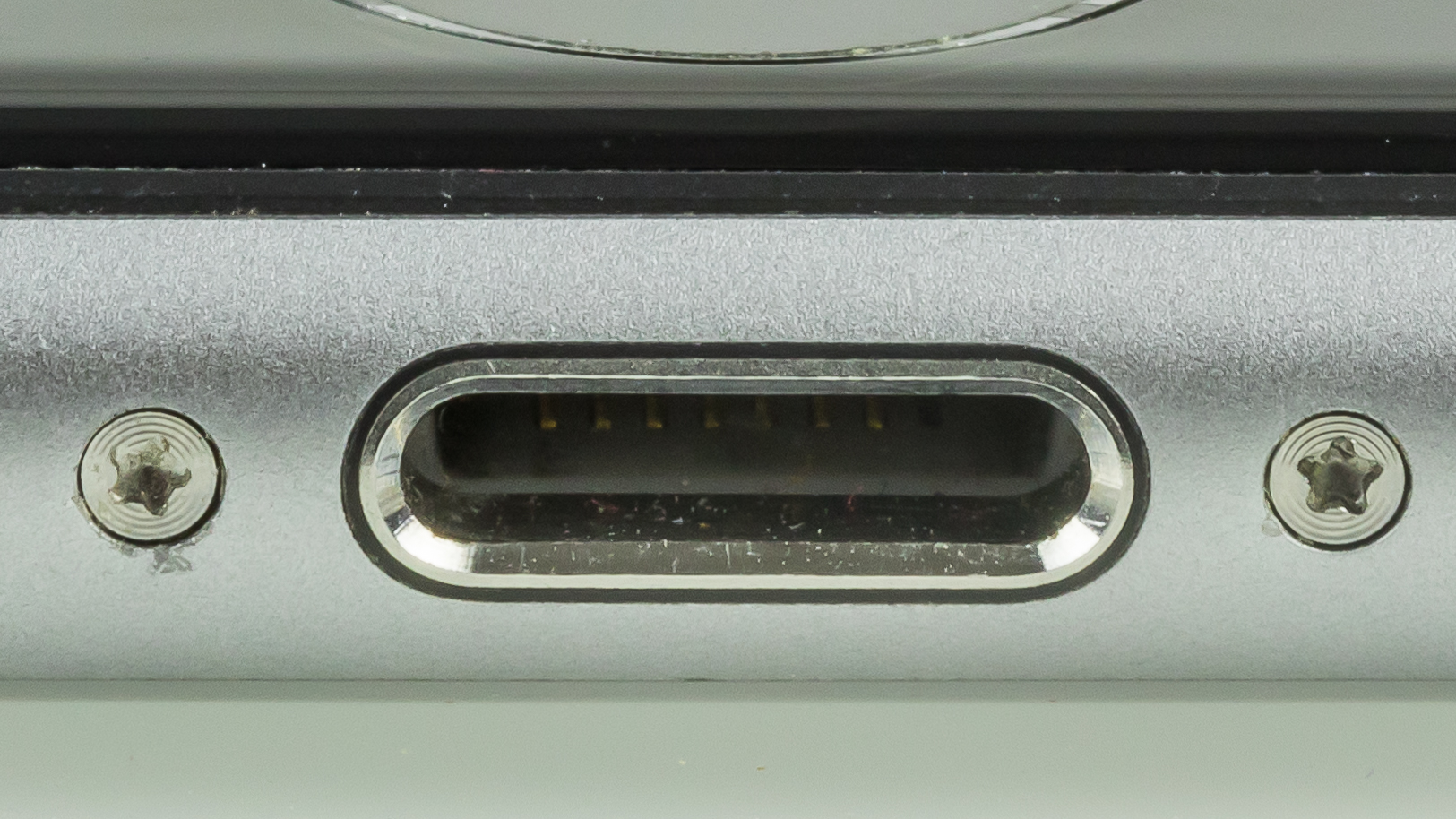
iPhone met Pentalobe-schroeven
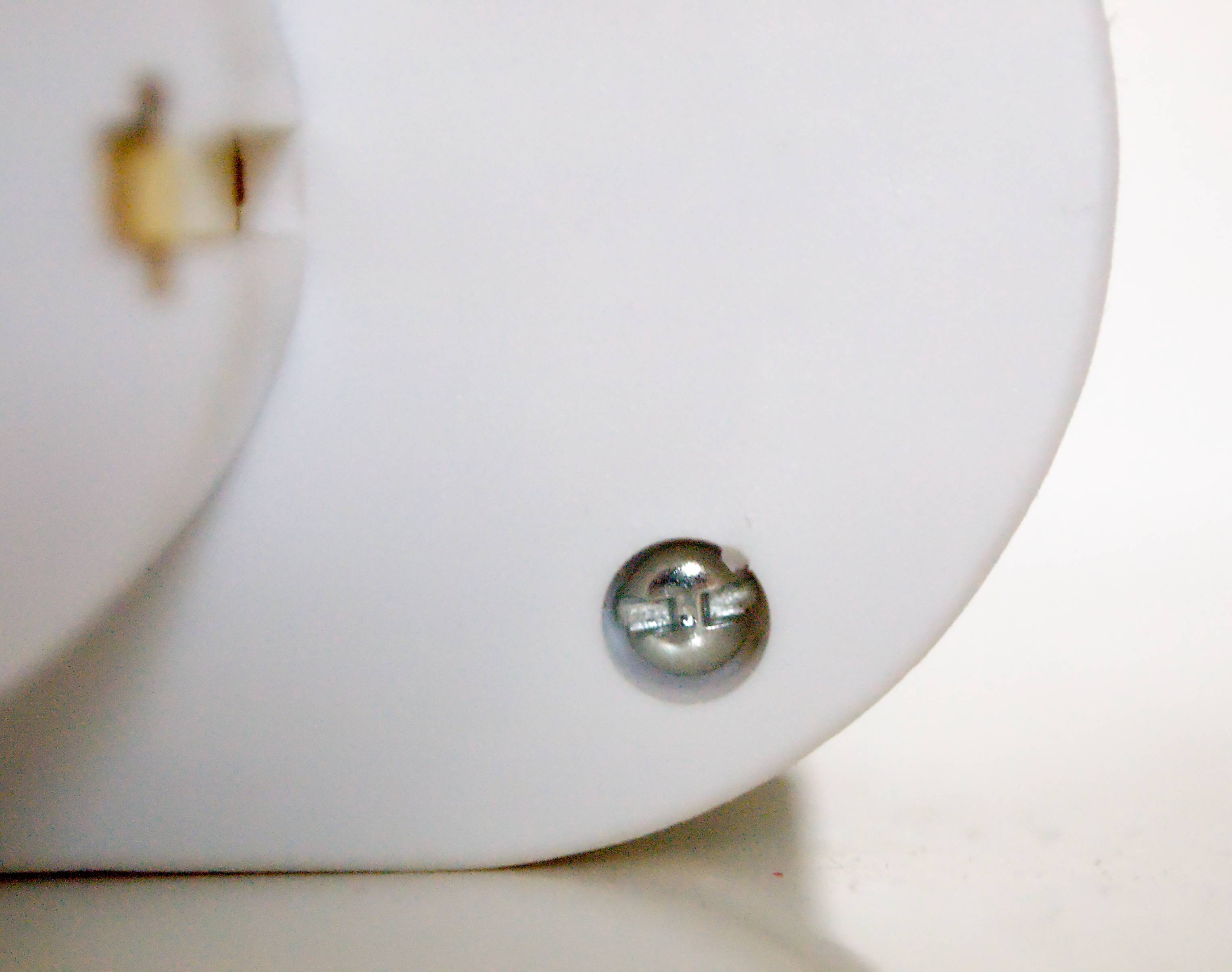

Andere bouten of schroeven hebben een kop die zo gevormd is dat hij wel met een platte schroevendraaier vastgedraaid kan worden, maar met geen enkel gereedschap meer los gedraaid kan worden:

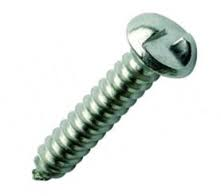

Anti-diefstalbouten worden ook gebruikt om te voorkomen dat autowielen worden gestolen. De kop van een dergelijke anti-diefstalbout heeft een heel specifieke vorm waardoor het niet mogelijk is om deze met een dopsleutel of steeksleutel vast of los te draaien. Dit kan enkel door een speciaal passend opzetstuk op de bout te plaatsen. Het uiteinde hiervan is zeshoekig, waardoor men de wielbouten met gangbaar gereedschap zoals een momentsleutel kan aanbrengen of verwijderen. Doorgaans wordt er per wiel één anti-diefstalbout toegepast. Een anti-diefstalbout-set bestaat daarom uit een viertal anti-diefstalbouten en één opzetstuk.

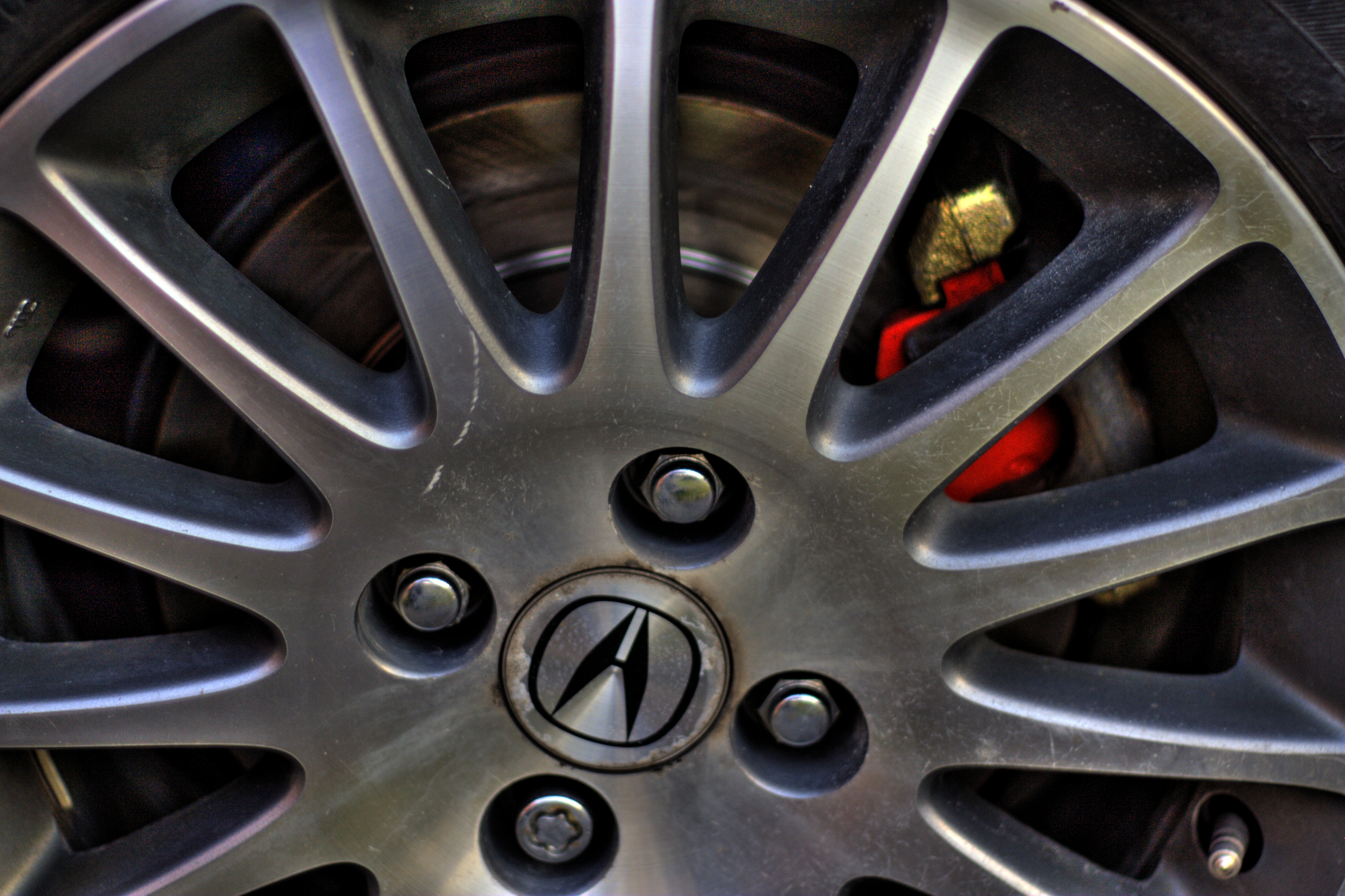
Autowiel met een anti-diefstalbout
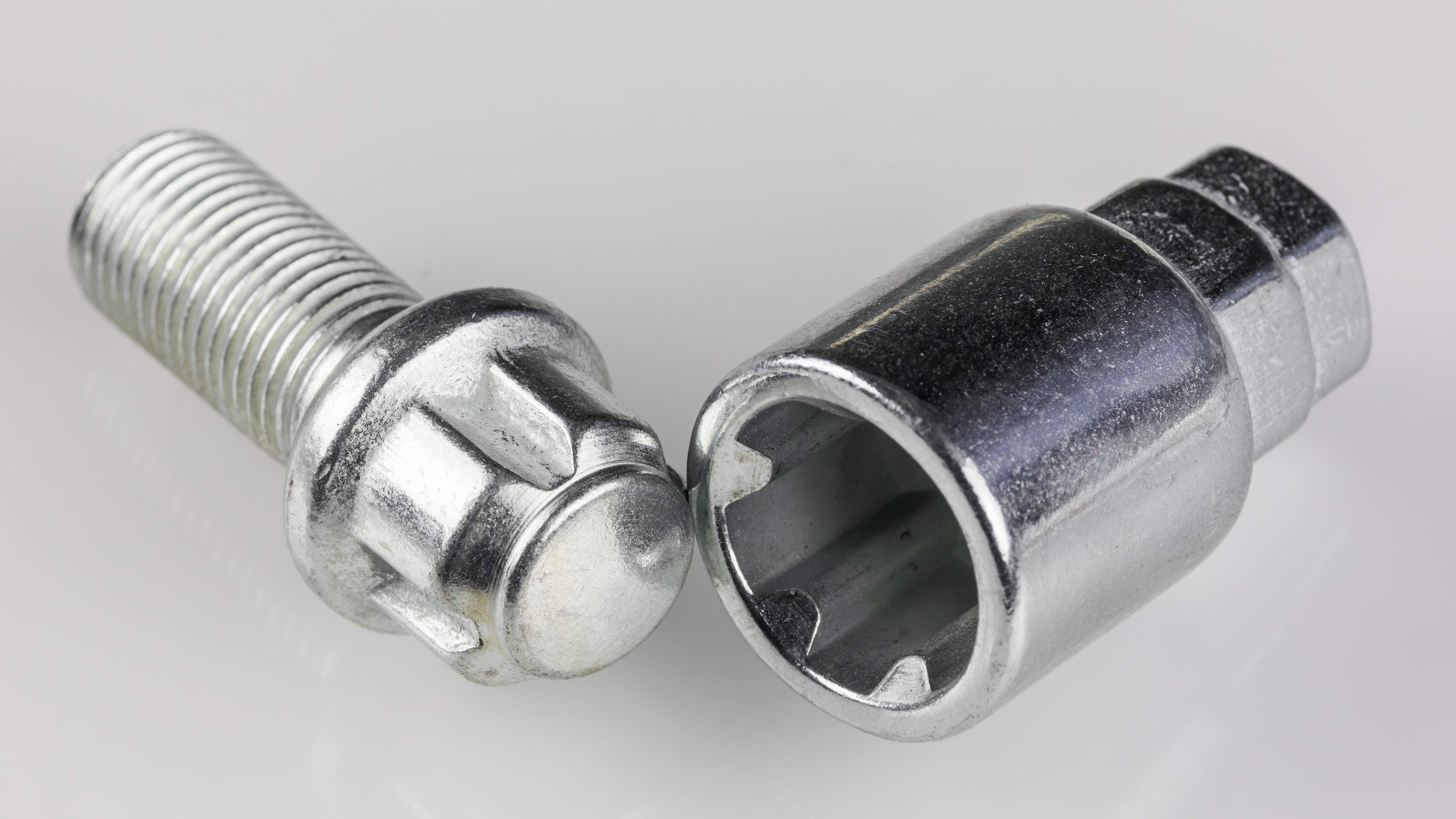
Anti-diefstalbout met passend opzetstuk
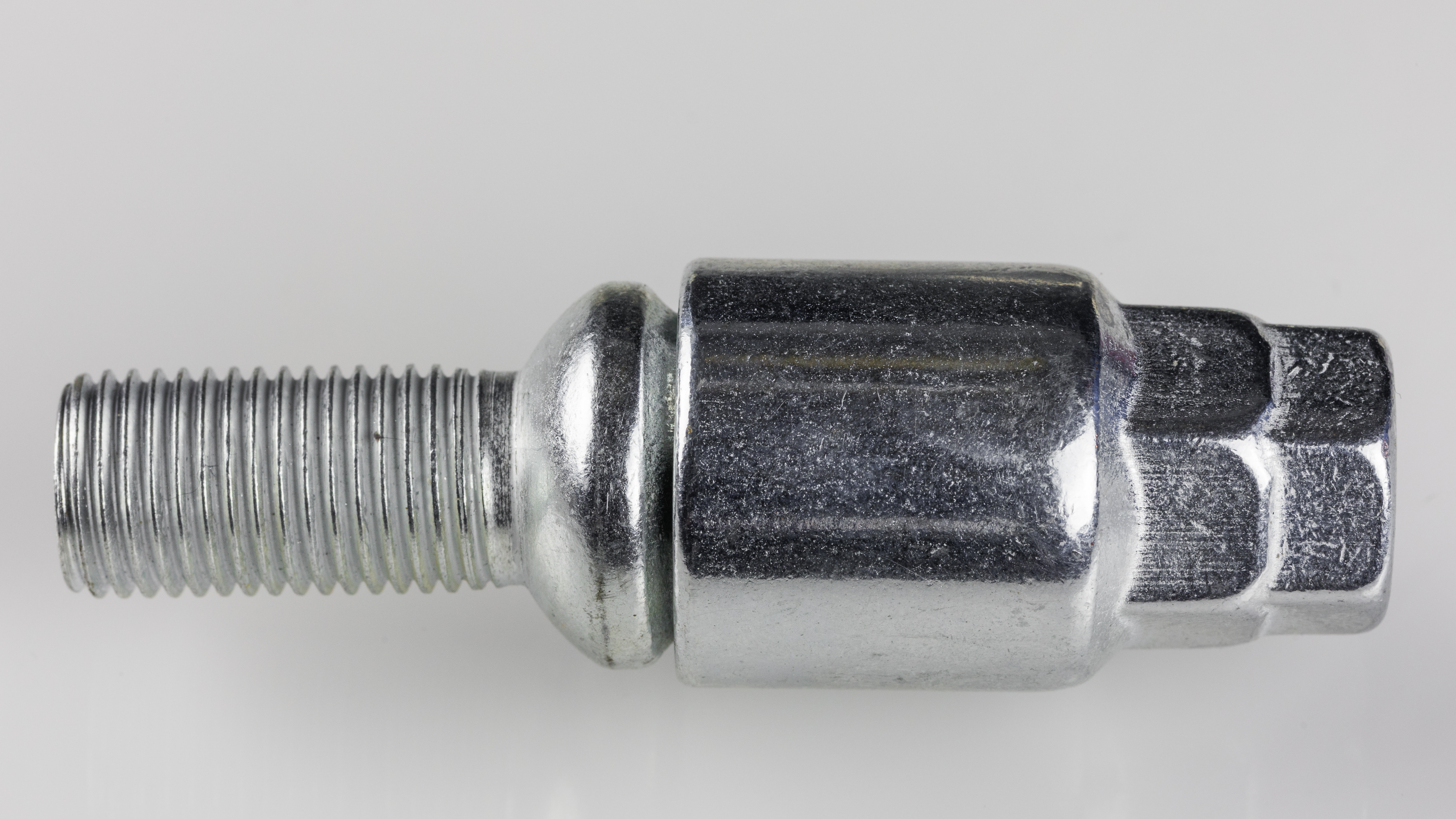